# Anwar Ibrahim

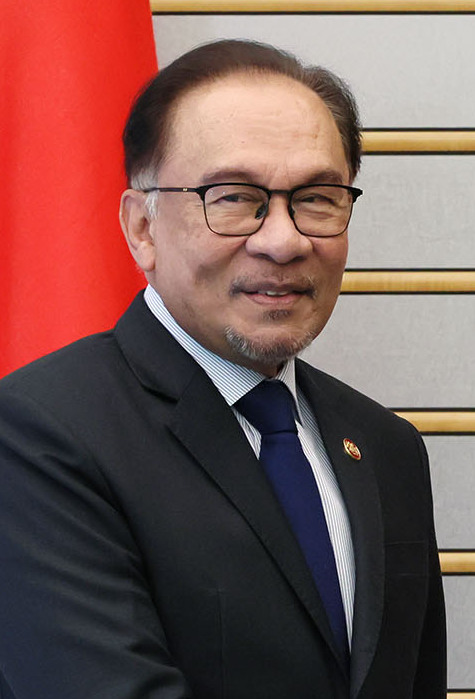
Anwar Ibrahim (2023)

Anwar bin Ibrahim (Jawi انور بن ابراهيم; * 10. August 1947 in Bukit Mertajam, Penang, Malaysia) ist ein malaysischer Politiker und seit November 2022 Premierminister Malaysias. Anfang der 1970er Jahre gehörte er zu den Gründern der islamischen Bewegung in Malaysia und war in den Demokratisierungsprozess involviert.

## Leben
Anwar studierte in den späten 1960er Jahren Malaiische Studien an der University of Malaya. 1969 wurde er zum Präsidenten der aktivistisch ausgerichteten Malaiischen Sprachgesellschaft seiner Universität (PBMUM – Persatuan Bahasa Melayu Universiti Malaya) sowie der Nationalen Vereinigung malaysischer muslimischer Studenten (PKPIM – Persatuan Kebangsaan Pelajar-Pelajar Islam Malaysia) gewählt. 1971, zu einer Zeit, als der Islam eine weltweite Wiederbelebung erfuhr, gründete er die islamische Jugendbewegung von Malaysia (Angkatan Belia Islam Malaysia). Er wurde ein wesentlicher Einflussfaktor, bis er im April 1982 zur United Malays National Organisation (UMNO) wechselte. Dieser Wechsel überraschte, denn 1974 wurde er als Anführer einer Demonstration in Kedah verhaftet, die zur Unterstützung der Reisbauern gedacht war.
Seine islamische Herkunft und die engen Kontakte zu Premierminister Mahathir bin Mohamad halfen ihm, die Herausforderung durch die Parti Islam Se-Malaysia bei den Wahlen zu bestehen. Anschließend wurde Anwar Unterminister beim Büro des Premierministers. Im selben wurde er Vizepräsident der UMNO und Leiter des jungen Flügels der Partei. Während im Jahr 1987 der Minister für Handel und Industrie, Tengku Razaleigh Hamzah, eine Machtposition innerhalb der Partei erringen wollte, stand Anwar an der Seite Mohamads. Im März 1991, nach dem Rücktritt von Daim Zainuddin, wurde Anwar Finanzminister. In religiösen Fragen war Anwar pragmatisch und lehnte die Schaffung eines islamischen Staates Malaysia mit der Begründung ab, dass es nicht richtig und angemessen sei, den Islam auch denjenigen Malaysiern aufzuzwingen, die anderen Glaubens seien. Noch im Jahre 1996 wurde er als etablierter Nachfolger von Mahathir angesehen.
Anwar Ibrahim wurde 1998 vom damaligen Premierminister Mahathir bin Mohamad aus dem Amt entlassen. Am 14. April 1999 wurde er wegen Korruption zu sechs Jahren Gefängnis verurteilt.

### Schmierenkampagne
Am 8. August 2000 wurde er zusätzlich wegen angeblicher homosexueller Beziehungen zu seinem Chauffeur zu weiteren neun Jahren Gefängnis verurteilt. Beide Gerichtsprozesse wurden von zahlreichen Falschaussagen, erzwungenen Aussagen unter Folter und Gewalt gegen den Angeklagten überschattet. Al Gore, damals noch US-Vizepräsident unter Bill Clinton, übte auf einer APEC-Konferenz scharfe Kritik am Vorgehen der malaysischen Behörden gegen Anwar und erklärte seine Unterstützung für die demokratische Reformbewegung des Landes. Diese Einmischung trug ihm wütende Angriffe u. a. von indonesischer Seite ein.
Von der Öffentlichkeit wurden die Vorwürfe und die Verurteilung als Vorwand von Mahathir gesehen, sich seines politischen Konkurrenten und zuvor prädestinierten Nachfolgers Anwar mit dieser politischen Schmierenkampagne zu entledigen. Internationale Menschenrechtsorganisationen und Regierungen sahen in Anwar Ibrahim einen politischen Gefangenen.
Am 2. September 2004 hob der Oberste Gerichtshof von Malaysia überraschend das Urteil wegen Homosexualität wieder auf, und Anwar wurde aus der Haft entlassen. Als Folge des Gefängnisaufenthalts ist Anwar gesundheitlich vor allem am Rücken angeschlagen.
Am 16. Juli 2008 wurde Anwar in Kuala Lumpur von Sicherheitskräften festgenommen, nachdem ihn Ende Juni ein junger Mitarbeiter wegen „unzulässiger homosexueller Betätigung“ angezeigt hatte. Der mit der Ärztin Wan Azizah Wan Ismail verheiratete Anwar hatte zuvor die Vorwürfe bestritten und sich als Opfer eines Komplottes zur Zerstörung seiner politischen Karriere bezeichnet.

### Erneute Tätigkeit als Abgeordneter

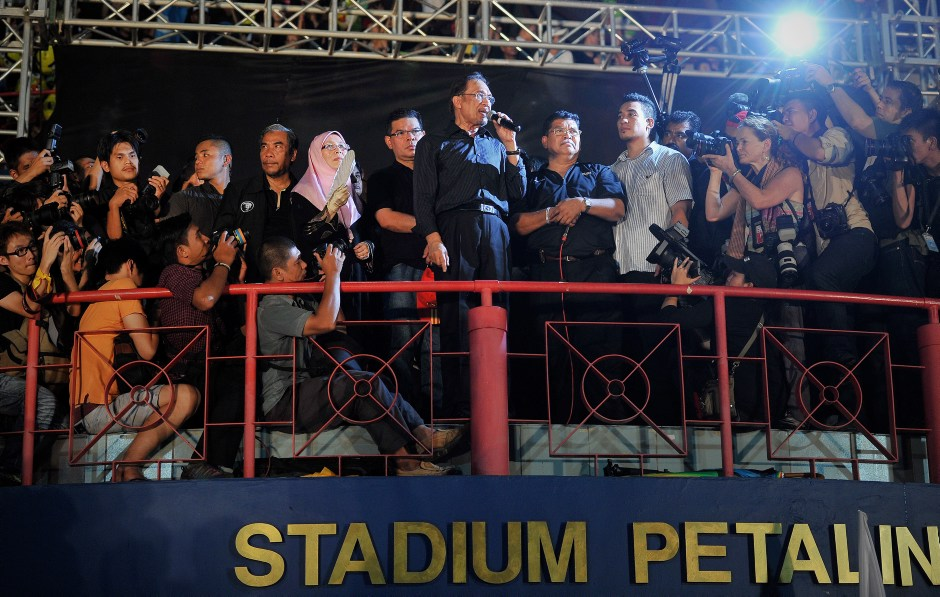
Anwar Ibrahim im Mai 2013

Am 26. August 2008 wurde Anwar als Abgeordneter der Parti Keadilan Rakyat in das Parlament von Malaysia gewählt. Er vertrat die Stadt Permatang Pauh. Er ist der Vorsitzende seiner Partei und der Vorsitzende der aus drei Parteien bestehenden Oppositionskoalition Pakatan Rakyat, welche seit den Wahlen 2008 insgesamt 82 der 222 Sitze im malaysischen Parlament hält und außerdem in vier der 13 malaysischen Bundesstaaten die Landesregierung stellt.
Am 9. Januar 2012 wurde Anwar vom Vorwurf einer gleichgeschlechtlichen Handlung mit einem seiner ehemaligen Mitarbeiter von einem Gericht in der Hauptstadt Malaysias freigesprochen. Kurz nach der Verkündung des Richterspruches explodierten drei Sprengsätze vor dem Gericht. Dabei wurden fünf Personen leicht verletzt.
Am 7. März 2014 hob das Berufungsgericht in Putrajaya das Urteil der niedrigeren Instanz aus dem Jahr 2012 wieder auf. Die drei Richter unter dem Vorsitz von Balia Yusof Wahi sahen es einstimmig als erwiesen an, dass Anwar im Jahr 2008 Geschlechtsverkehr mit einem Mitarbeiter hatte. Er wurde zu einer Haftstrafe von fünf Jahren verurteilt. Im Februar 2015 wies das oberste Gericht des Landes die Revision Anwars zurück, wodurch er die Haftstrafe nun antreten muss. Durch dieses – von Human Rights Watch und dem Hohen Kommissar der Vereinten Nationen für Menschenrechte kritisierte – Urteil verlor Anwar ebenfalls seinen Abgeordnetensitz und durfte bei den folgenden Wahlen im Jahr 2018 nicht antreten.
Nach der Auflösung der Pakatan Rakyat während seiner Inhaftierung wurde eine neue Oppositionskoalition namens Pakatan Harapan mit Anwar als faktischem Führer in Abwesenheit gebildet. Die Koalition war durch den Sturz der Partei Barisan Nasional bei den Parlamentswahlen 2018 an die Macht gekommen. Nach der Bildung der neuen Regierung wurde Anwar vom König begnadigt und am 16. Mai 2018 aus der Haft entlassen. Er sollte das Amt des Interimspremierministers Mahathir Mohamad übernehmen, was von der Koalition vor dem Sturz geplant und vereinbart worden war.
Anwar kehrte am 13. Oktober 2018 bei den Wahlen in Port Dickson ins Parlament zurück, nachdem er eine königliche Begnadigung für die Verurteilung wegen Sodomie erhalten hatte. Er gewann die Wahl mit einer größeren Mehrheit und kehrte nach drei Jahren zum ersten Mal ins Parlament zurück. Der nun von Anwar beanspruchte Sitz war von seinem Vorgänger, dem Armee-Veteranen Danyal Balagopal Abdullah, geräumt worden, wobei Gerüchte kursierten, dass dieser dafür 25 Millionen RM erhalten hatte. Der BERSATU-Vorsitzende Muhyiddin Yassin wurde schließlich mit der Unterstützung einer knappen Mehrheit im Dewan Rakyat zum Premierminister ernannt. Damit kehrte Pakatan Harapan in die Opposition zurück, Anwar wurde zum Oppositionsführer ernannt.
Auf dem Pakatan Harapan-Kongress am 20. Oktober 2022 gab die Pakatan Harapan Anwar als offiziellen Kandidaten der Koalition für das Amt des Premierministers bei den Parlamentswahlen 2022 bekannt. Anwar kündigte an, dass er bei den Parlamentswahlen 2022 für den Sitz in Tambun antreten werde.

### Wahl zum Premierminister
Bei den Parlamentswahlen in Malaysia am 19. November 2022 errang Anwars Pakatan Harapan-Koalition zwar eine relative Mehrheit von 82 der 222 Sitze, lag damit jedoch unter den 112 Sitzen, die für eine absolute Mehrheit erforderlich sind. Am 20. November erklärte Anwar, Pakatan Harapan habe mit anderen Parteien verhandelt, um eine Regierungsmehrheit zu bilden, die noch der Zustimmung des Yang di-Pertuan Agong bedürfe; Anwar weigerte sich jedoch zu erwähnen, welche anderen Parteien mit Pakatan Harapan zusammenarbeiteten. An diesem Tag behauptete der Vorsitzende der Perikatan Nasional, Muhyiddin Yassin, eine ausreichende Mehrheit zu haben, um zum Premierminister ernannt zu werden, und berief sich dabei auf die Unterstützung der Perikatan Nasional, der Barisan Nasional, der Gabungan Parti Sarawak und der Gabungan Rakyat Sabah (GRS). Am 21. November war Anwar eine von mehreren Führungspersonen der Pakatan Harapan, die sich im Seri Pacific Hotel mit mehreren Vorsitzenden der Barisan Nasional trafen, darunter Ahmad Zahid Hamidi und Ismail Sabri Yaakob.
Am 25. November erklärten sowohl Anwar als auch der GRS-Vorsitzende Hajiji Noor, dass die GRS der Einheitsregierung beigetreten sei und Anwar unterstütze; dies habe dazu geführt, dass Anwar eine Zweidrittelmehrheit im Parlament habe. In der Zwischenzeit gratulierte Muhyiddin Anwar und erkannte ihn als Premierminister an. Er dankte ihm für die Einladung, der Einheitsregierung beizutreten, lehnte die Einladung jedoch ab, indem er erklärte, die PN werde die Rolle einer „glaubwürdigen Opposition“ spielen, um eine "korruptionsfreie Regierung" zu gewährleisten.
Siehe auch: Kabinett Anwar Ibrahim

## Verschiedenes
Ibrahim ist einer der 138 Unterzeichner des offenen Briefes „Ein gemeinsames Wort zwischen Uns und Euch“ (englisch A Common Word Between Us & You), den Persönlichkeiten des Islam am 13. Oktober 2007 an „Führer christlicher Kirchen überall“ (engl. „Leaders of Christian Churches, everywhere …“) sandten.